# Flumet
Flumet ist eine französische Gemeinde mit 798 Einwohnern (Stand 1. Januar 2022) im Département Savoie in der Region Auvergne-Rhône-Alpes. Sie gehört zum Kanton Ugine im Arrondissement Albertville.

## Geographie
Flumet liegt im Tal des Arly, etwa 52 Kilometer südöstlich der Stadt Genf und 55 Kilometer ostnordöstlich der Präfektur Chambéry (beides Luftlinie). Der historische Ortskern befindet sich auf 906 m auf einem Felsrücken zwischen dem Arly und dessen größtem Nebenfluss, der Arrondine, kurz vor deren Mündung. Im Südwesten bilden die beiden Flüsse die Gemeindegrenze. Westlich des Ortes beginnt das Massif des Aravis, auf dem sich mit dem 1930 m hohen Berg Tête du Torraz die höchste Erhebung der Gemeinde befindet. Östlich erhebt sich das Massif du Beaufortain. In südwestlicher Richtung entwässert der Arly das Tal und man erreicht nach 14 Kilometern den Hauptort des Kantons Ugine und nach 22 Kilometern die Stadt Albertville.
Die Nachbargemeinden sind La Giettaz im Norden, Praz-sur-Arly im Osten im Nachbar-Département Haute-Savoie, Notre-Dame-de-Bellecombe im Süden und Saint-Nicolas-la-Chapelle im Westen. Zur Gemeinde gehören außerdem mehrere Weiler und Siedlungen, die sich vornehmlich am sonnenexponierten nördlichen Talhang des Arly verteilen:
- Les Pontets-Morettes (um 1000 m)
- La Cour (1000 m)
- la Fougère (1137 m)
- La Touvière (etwa 1150 m)
- La Cry (ca. 1200 m)
- Sciozier (um 1300 m)

Talabwärts gibt es noch einen Weiler namens Flumet d’Aval, der sich aber im Gemeindegebiet von Saint-Nicolas-la-Chapelle befindet.

## Bevölkerung
Mit 798 Einwohnern (Stand 1. Januar 2022) gehört Flumet zu den kleinen Gemeinden Savoyens. Während der letzten zwei Jahrhunderte gab es nur kleinere Schwankungen in der Einwohnerzahl. Die Ortsbewohner von Flumet heißen auf Französisch Flumeran(e)s.
| Jahr                       | 1800 | 1836 | 1866 | 1901 | 1921 | 1946 | 1962 | 1982 | 1990 | 1999 | 2006 | 2011 |
| Einwohner                  | 991  | 963  | 820  | 873  | 888  | 731  | 667  | 727  | 760  | 769  | 864  | 834  |
| Quellen: Cassini und INSEE |      |      |      |      |      |      |      |      |      |      |      |      |

## Geschichte
Von etwa 1100 an bauten die Herren von Faucigny
den durch die Flüsse Arly und Arrondine geschützten Felsen von Flumet zu einer strategisch wichtigen Festung im Tal des Arly aus. Im Jahr 1228 erhielt Flumet umfangreiche Rechte zur Gerichtsbarkeit, über den Handel und die landwirtschaftliche Produktion, die die Wirtschaft in der abgeschiedenen Lage stärken sollten. Auch unter der Herrschaft Savoyens nach dem Vertrag von Paris (1355) blieben diese Rechte bestehen.
Ein verheerender Brand zerstörte 1679 das Dorf und die in seiner Mitte befindliche Burg. Nachdem Flumets Lage durch die Angliederung des Faucigny an Savoyen schon lange vor dem Brand nicht mehr von großer strategischer Bedeutung war, willigten die Herren von Savoyen ein, die Burg aufzugeben und als Steinbruch zum Wiederaufbau des Dorfes zu benutzen.
Zu Beginn der Koalitionskriege während der Französischen Revolution besetzten französische Truppen am 22. September 1792 Savoyen. Die Dörfer in Savoyen waren vor allem von der sogenannten Entchristianisierung betroffen, mit der die Revolutionäre die Macht der römisch-katholischen Kirche brechen und den christlichen Glauben aus dem öffentlichen Leben verdrängen wollten. In Flumet führte das dazu, dass der Glockenturm der Kirche Saint Théodule zerstört wurde. Das nun in Frankreich integrierte Savoyen erhielt zuerst den Namen Département Mont-Blanc, wurde dann aber nach der Eroberung Genfs 1798 neu gegliedert, so dass Flumet zusammen mit dem Norden Savoyens zum Département du Léman stieß. Das 1814 als Teil des Königreichs Sardinien wiederhergestellte Savoyen wurde 1860 endgültig in Frankreich eingegliedert und es wurden wieder zwei Départements geschaffen, diesmal jedoch gehörte Flumet zum südlicheren der beiden (Département Savoie).
Der Wintersport in Flumet nahm seinen Anfang zur Saison 1963/64 mit der Eröffnung des Stangenschlepplifts Teleski des Seigneurs. Der Bau eines Sesselliftes erweiterte 1971 das Skigebiet. Beide Lifte sind heute noch (Stand 2012) in Betrieb.

### Namensherkunft
Der Name Flumet stammt ab vom lateinischen Wort flumen (Fluss), wobei die Verkleinerungsform -et sich auf die Lage am Oberlauf des Arly bezieht.
Der Ort wurde im Mittelalter erwähnt als ad nantum de Flumeto (1290) sowie Castellania et mandamentum Flumeti (1444).

## Kultur und Sehenswürdigkeiten
Von den mittelalterlichen Befestigungen in Flumet steht nur noch eins der festen Häuser, das der Comtes de Bieu aus dem 15. Jahrhundert. Die Stelle der nach dem Brand von 1679 abgetragenen Burg ist nur noch anhand einiger Grundmauern erkennbar.
Die Dorfkirche Saint Théodule ist benannt nach dem hl. Theodor, Bischof von Octodurus (Martigny). Sie wurde 1682 auf den Ruinen eines durch den Brand zerstörten Vorgängerbaus errichtet. Von dem ersten Kirchbau sind noch der massive Glockenturm aus behauenem Stein und die Nordfassade erhalten, die beide ursprünglich Teile der Wehrmauer aus dem 12. Jahrhundert waren und der Kirche daher ein für die Region untypisches Aussehen geben. Der Kirchenraum gliedert sich in ein Mittelschiff und ein einzelnes, niedriges Seitenschiff auf der linken Seite. Die Altarrückwand zeigt den heiligen Theodor und wird als eine der ganz wenigen in Savoyen von einem Baldachin überdacht.
Weitere historische Bauten stehen im Zusammenhang mit dem Fluss Arly. Die 1878 errichtete Brücke Pont de l’Abîme überquert den Fluss in 30 m Höhe und verbindet den Ort mit der Nachbargemeinde Notre-Dame-de-Bellecombe. Mehrere Wassermühlen nutzten die Wasserkraft zum Mahlen von Getreide. Heute noch erhalten sind die Moulin à Tienne, die zum ersten Mal 1730 erwähnt wurde und bis 1973 arbeitete, und die Moulin des Seigneurs, die in modernisierter Form heute noch funktioniert.

## Wirtschaft und Infrastruktur
Die bewaldeten Hänge und Bergweiden rund um Flumet werden von etwa 30 landwirtschaftlichen Betrieben bewirtschaftet. Als wesentliches Produkt der Landwirtschaft werden regionale Käsesorten produziert, namentlich Reblochon und Beaufort, deren geschützte Ursprungsbezeichnungen sich im Gebiet von Flumet überschneiden. Die Genossenschaft der Landwirte im Arly-Tal hat ihren Hauptsitz in Flumet.
Der Tourismus führt zwar dazu, dass der Anteil an Zweit- und Ferienwohnungen mit 59 % hoch ist, schafft aber nicht in dem Maße Arbeitsplätze wie in den Nachbargemeinden. So gibt es in Flumet nur ein kleines Hotel und einen Campingplatz und der zu Flumet gehörige Teil des Skigebiets hat nur wenige Liftanlagen.

### Verkehr
Das obere Arly-Tal liegt auch heute noch abseits der regionalen Hauptverkehrsadern und Eisenbahnlinien. Durch das Tal und mitten durch das Zentrum von Flumet verläuft die D1212 (vormals Nationalstraße 212), die das Arve-Tal über Megève im Norden mit dem Isère-Tal und Albertville im Süden verbindet. Sie wird in Flumet von einer weiteren Straße gekreuzt, die die Nachbargemeinden La Giettaz (D909) und Notre-Dame-de-Bellecombe (D218b) erschließt. Diese quer zu den alpinen Hochtälern verlaufende Straße ist ein Abschnitt der rund 700 km langen Route des Grandes Alpes, die von hier aus zum Col des Aravis im Norden bzw. Col des Saisies im Süden aufsteigt. Sie ist besonders bei Touristen und Radfahrern beliebt.
Die nächstmöglichen Autobahnanschlüsse sind die A430 (Ausfahrt Albertville, 24 km entfernt) und die A40 (Ausfahrten Nr. 20 bis 22, rund 25 km entfernt). Der SNCF-Bahnhof Albertville ist geeignet, um Flumet mittels einer Busverbindung zu erreichen. Als Flughäfen in der Region kommen Genf (78 km), Chambéry-Savoie (95 km) sowie Lyon-St-Exupéry (160 km) in Frage.

### Bildung
In Flumet befindet sich eine staatliche école primaire, d. h. eine Grundschule mit angegliederter école maternelle (Kindergarten).

## Sport
Seit 1911 führen die Bergetappen der Tour de France regelmäßig über den Col des Aravis oder den Col des Saisies oder beide, so dass die Fahrer dann zwangsläufig auch durch den Ort fahren.
Zu Flumet gehören einige Skipisten und Lifte, die auf der gegenüberliegenden Seite des Arly-Tals die Nordhänge des Mont Reguet und Roc des Evettes bis auf etwa 1600 m erschließen. Sie werden von der Investorengruppe Labellemontagne betrieben und gehören mit zum Skigebiet Espace Diamant, das das gesamte Bergmassiv zwischen den Tälern des Arly und des Doron umfasst.

## Persönlichkeiten
- Roger Rossat-Mignod (* 1946), französischer Skirennläufer im alpinen Skiweltcup 1967–1973, ist im Ort geboren.
- Raphaël Burtin (* 1977), französischer Skirennläufer im alpinen Skiweltcup 1995–2009, hatte während seiner aktiven Zeit seinen Stammverein in Flumet und lebte auch dort.